# 6600 Qwerty
6600 Qwerty è un asteroide della fascia principale. Scoperto nel 1988, presenta un'orbita caratterizzata da un semiasse maggiore pari a 2,2557591 UA e da un'eccentricità di 0,2088968, inclinata di 2,82212° rispetto all'eclittica.
L'asteroide è dedicato al più diffuso schema di disposizione dei tasti nelle tastiere, il QWERTY.